# Lucius Aemilius Papus
Lucius Aemilius Papus a fost un general și politician roman care a contribuit la victoria romanilor împotriva galilor în bătălia de la Telamon în 225 î.Hr..
Lucius Aemilius Papus a fost fiul lui Quintus Aemilius Papus, la rândul său fiul lui Gnaeus Aemilius Papus. Tatăl său a fost Quintus Aemilius Papus, care a fost consul de două ori și cenzor o dată.

## Carieră
Aemilius Papus a fost consul în 225 î.Hr., alături de Gaius Atilius Regulus. În acel an, când boii, insubrii și tauriscii din Galia Cisalpină i-au angajat pe mercenarii Gaesatae împotriva Romei, Papus era staționat la Ariminum (în prezent Rimini). Armata lui Regulus era în Sardinia pentru a înăbuși o revoltă. O forță mai mică de aliați romani conduși de un pretor au fost staționați pe graniță în Etruria, care vor fi primii înfrânți de gali în bătălia de la Faesulae. Sosirea lui Papus i-a obligat pe gali să se retragă de-a lungul coastei, dar au fost interceptați la Telamon de către Regulus, care a trecut din Sardinia și a debarcat lângă Pisa. Galii au fost forțați să lupte simultan , și în ciuda morții lui Regulus romanii au fost victorioși. După bătălie Papus a condus acțiuni punitive în Liguria și în teritoriul boilor. Pentru aceste realizări i s-au acordat onorurile unui triumf.
A devenit cenzor în 220 î.Hr. alături de Gaius Flaminius. În 218 î.Hr. a fost trimis într-o comisie formată din cinci oameni în Cartagina ca urmare a asediului Saguntului. În 216 î.Hr. a fost numit unul dintre triumvirii aleși să rezolve problemele financiale alei Romei în Al Doilea Război Punic.